# Bloemenbuurt (Haarlem)
De Bloemenbuurt is een buurt in de Haarlemse wijk Duinwijk in stadsdeel Haarlem Zuid-West. Deze buurt wordt informeel opgedeeld in de Bloemenbuurt, die ten zuiden van de Zijlweg ligt en het Spoorwegkwartier dat ten noorden van de Zijlweg ligt. In de Bloemenbuurt zijn de straatnamen vernoemd naar bloemsoorten: Hyacintenlaan, Krokusstraat, Narcisplantsoen, Irisstraat en Tulpenkade. In het Spoorwegkwartier bevinden zich de Zijlweg Zijweg, Spoorwegstraat, Delftstraat, Julianalaan, Emmalaan, Prinsesselaan en Regentesselaan.
De buurt wordt in het noorden begrensd door de gemeentegrens van Bloemendaal nabij de sporen richting Station Zandvoort en Beverwijk. In het oosten wordt de buurt eveneens begrensd door het spoor (richting Heemstede-Leiden), in het zuiden door de Brouwersvaart en in het westen door de Westelijke Randweg. Dwars door de buurt loopt de Zijlweg, welke een belangrijke oost-westroute is van en naar de binnenstad van Haarlem.

## Geschiedenis
Toen rond de 8ste-9de eeuw voor het eerst bebouwing ontstond in het huidige centrum van Haarlem, was het grondgebied van de Bloemenbuurt voornamelijk een veengebied tussen de strandwallen. Voor afwatering van het gebied werden De Delft en de Garenkokersvaart gedolven. In 1475 kwam de Zijlweg in gebruik, als verbindingsweg tussen de strandwallen. Het gebied rond de Zijlweg - dat ontstond door expansie buiten de stadswallen van Haarlem - werd eerst gebruikt door argrariërs, om later te dienen voor bedrijvigheid zoals brouwerijen en linnen. Er stonden op een bepaald moment verschillende korenmolens, waaronder Molen De Haan, ter hoogte van de kruising van de Spoorwegstraat met de Zijlweg.
De spoorlijnen in de buurt werden aangelegd tussen 1839 en 1881, toen nog met gelijkvloerse kruisingen met de omliggende straten.
Het gebied ten westen van de Oude Lijn naar Heemstede en Leiden, de huidige Bloemenbuurt, was destijds onderdeel van het dorp Overveen in de gemeente Bloemendaal. De meeste woningen in de Bloemenbuurt zijn gebouwd aan het begin van de 20ste eeuw. Op 21 april 1927 annexeerde de gemeente Haarlem een gebied van circa 250 hectare, waarop zich 615 woonhuizen, 35 bedrijfspanden bevonden. De gemeente Bloemendaal verloor door deze annexatie meer dan 2.000 inwoners en protesteerde dan ook hevig.
Naast de Bloemenbuurt ging ook het Zijlweggebied ten westen van de Westelijke Randweg met het IJsbaangebied, het Ramplaankwartier, het zuidelijk tuinbouwgebied Oosterduin over naar de gemeente Haarlem. Zowel de Tweede als de Eerste Kamer bleken gevoelig voor de argumenten van de gemeente Haarlem en de Gedeputeerde Staten van Noord-Holland om Haarlem meer ruimte te bieden voor groei en ontwikkeling. Het verlies van het Zijlweggebied woog voor de gemeente Bloemendaal zwaar.
Een aantal van de geannexeerde straten behielden hun naam, andere moesten worden vernoemd vanwege dubbelingen binnen de gemeentegrenzen. Zo kende de Julianalaan voortaan een Haarlems en Overveens deel. De Emmalaan werd behouden, maar de Wilhelminalaan moest worden vernoemd er bestond immers al een Wilhelminastraat in Haarlem en werd voortaan Regentesselaan genoemd. De annexatie in 1927 verklaart waarom deze straten vernoemd naar het Koninklijk Huis zich niet in de Haarlemse Koninginnebuurt bevinden.